# Marl
Marl är en stad i den tyska delstaten Nordrhein-Westfalen, och är belägen i den norra delen av Ruhrområdet, vid floden Lippe. Staden har cirka 85 000 invånare, på en yta av 88 kvadratkilometer. I Marl finns en stor kemisk industri samlad i Chemiepark Marl som tidigare var Hüls.